# Vatican Media
Vatican Media, dříve Centro Televisivo Vaticano (CTV), je orgánem Svatého stolce a oficiální vysílací službou Městského státu Vatikán. Slouží k celosvětovému přenosu televizních záběrů dokumentujících práci papeže a činnost Svatého stolce. Celkové řízení bylo stejně jako v případě Vatikánského rádia svěřeno jezuitům, kteří také zajišťují funkci generálního ředitele. Sídlo se nachází na Via del Pellegrino ve Vatikánu.

## Historie
Společnost Vatican Media byla založena z popudu papeže Jana Pavla II. 22. října 1983 pod názvem Centro Televisivo Vaticano. Jejím hlavním cílem je „přispívat k všeobecnému hlásání evangelia, dokumentovat televizními záběry pastýřskou službu nejvyššího papeže a činnost Apoštolského stolce“ Vysílá mši svatou po celém světě a část jejího programu (zejména přímé přenosy) často souběžně vysílají stanice TV2000, Telepace, Padre Pio TV a Radio Maria, což jsou nejoblíbenější bezplatné katolické televizní kanály.
Spolu s Vatikánským rozhlasem (Radio Vaticana) a deníkem L'Osservatore Romano je jedním ze tří oficiálních zdrojů zpráv o Svatém stolci. Dne 27. června 2015 zřídil papež František v rámci Římské kurie Dikasterium pro komunikaci, které bylo pověřeno správou všech tří dosud samostatných médií a jejich sloučením pod hlavičkou internetového portálu Vatican News v roce 2017.
Od roku 2015 je ředitelem Stefano D’Agostini.

## Činnost
Vatikánský televizní kanál vysílá po celý rok, 24 hodin denně.
Hlavním cílem Vatican Media je natáčet přímé přenosy z papežových aktivit (jako je například přednášení modlitby Anděl Páně, generální audience, mše svaté), včetně pastoračních návštěv v Itálii i v zahraničí, a obecněji ze všech událostí a projevů, které se konají ve Vatikánu. Audiovizuální signál je distribuován ve prospěch televizních sítí a zpravodajských agentur po celém světě. Pokud se žádná událost nepřenáší, nabízí Vatikánská média na svých kanálech statický obraz z kamery, která živě snímá Svatopetrské náměstí.
Vatican Media také produkuje dokumentární filmy v různých jazycích a nabízí technickou pomoc tiskovým agenturám, které vysílají své korespondenty do Vatikánu.
Vatikánská televize vlastní archiv audiovizuálních záznamů od roku 1984, který obsahuje na 10 000 nahrávek s celkovou délkou přesahující 4000 hodin. Záznamy jsou uchovávány v prostředí s řízenou atmosférou. Koncem roku 2013 zahájila společnosti kompletní digitalizaci svého archivu. Sekretariát může poskytnout části záznamů z tohoto archivu na nosičích domácího videa.
Vatican Media je členem Evropské vysílací unie (EBU) a spolupracuje s italskou stanicí Rai prostřednictvím struktury Rai Vaticano, která zajišťuje televizní distribuci živě vysílaných událostí v Itálii i v zahraničí.

### Programy
- Octava Dies - týdenní magazín, vysílaný každou neděli od roku 1998

## Techniky přenosu
Stanice vysílá v digitálním pozemním režimu z Castel Gandolfa (UHF 45) prostřednictvím opakovače umístěného na Papežském paláci. V rámci multiplexu existují různé verze stanice (s různou kvalitou zvuku a jazykem) a Rádio Vatikán. Pokrytí je omezeno na provincii Řím a její okolí.
Některé přenosy a živé vysílání kanálu se opakují jako na Štědrý den v simulcast s Rai 1, TV2000 a Telepace. Kanál je k vidění také v online přenosu (v různých formátech s různou kvalitou zvuku a obrazu) na webových stránkách dikasteria, na vatikánském webovém portálu a na oficiálním kanálu YouTube.
Kanál vysílá zdarma také v Africe (s výjimkou Maghrebu), ve středovýchodní části Spojených států, v Mexiku a v Latinské Americe prostřednictvím satelitů Astra (5° východně) a Hispasat (30° západně).
Od 17. dubna 2011 vysílá Vatican Media ve formátu 16:9 (který se postupně stal jediným vysílacím poměrem stran) a ve standardním HD rozlišení 1080i na kanálu CTV HD (LCN 555). Při příležitosti první mše papeže Františka v roce 2013 také experimentovala s vysíláním v Super HD a oznámila svůj záměr rozšířit přijetí tohoto standardu.

## Pokrytí
| UHF    | Město |
| UHF 45 | Řím   |

## Složení zařízení Mux
| LCN | Kanál                  | Poznámka |
| --- | ---------------------- | -------- |
| 73  | Telepace HD            | FTA      |
| 555 | Vatican Media HD       | FTA      |
| 882 | Radio Vaticana Italia  | FTA      |
| 883 | Radio Vaticana Europa  | FTA      |
| 884 | Radio Vaticana America | FTA      |
| 885 | Radio Vaticana Afrika  | FTA      |
| 886 | Radio Vaticana Asia    | FTA      |

## Loga

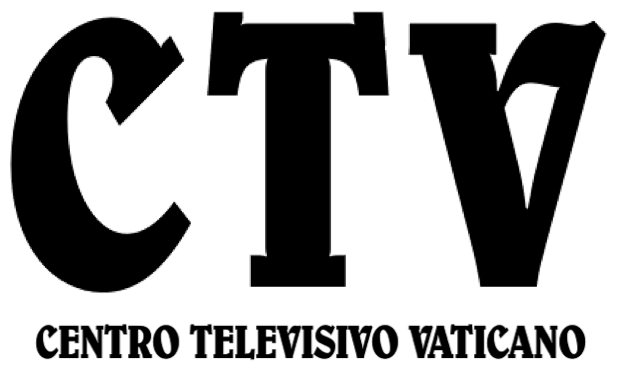
Logo CTV používané od 22. října 1983 do 28. června 2011